# Roman Maskalev
Roman Maskalev (Bisjkek, 1977) is een Kirgizisch kunstenaar. Maskalev heeft aan de Kyrgyz State College of the Fine Arts in Bisjkek, Kirgizië gestudeerd en aan de Kyrgys-Russian Slavonick University heeft Maskalev architectuur gestudeerd. Maskalev heeft onder meer met twee andere kunstenaars, Alexander Ugay (Bronepoezd) en Maxim Boronilov (Biënnale van Venetië) samengewerkt. 

## Bronepoezd
Roman Maskalev heeft in het jaar 2000 met Alexander Ugay het experimentele collectief Bronepoezd (letterlijk vertaald als bewapende trein of ‘de pantsertrein’) opgericht. De groep maakte onder meer cinematische objecten in de vorm van korte, op ervaring gebaseerde filmparabels en filmvoorstellingen. De films werden op 16-mm oude filmcamera’s, die uit het Sovjettijdperk afkomstig zijn opgenomen. Het hele proces van ontwikkelen en montage van de films werd met de hand uitgevoerd. De werken van Bronepoezd zijn onder meer gericht op de actualisering van de erfenis van de Sovjet-Unie.

### Mourning
Mourning is een videoroman van de groep Bronepoezd. Deze is op meerdere tentoonstellingen, waaronder een tentoonstelling in het Van Abbemuseum gepresenteerd. Deze videoroman is in 2004 gemaakt en bestaat uit drie delen, te weten: Universal Sadness, Death of a Hero en Love to Eternity. Mourning werd in het Van Abbemuseum gepresenteerd als een voorbeeld van de identiteit van kunstenaars die werden grootgebracht in de multiculturele omgeving van de Centraal-Aziatische republieken na de val van de Sovjet-Unie en als voorbeeld van de identiteit van een kosmopolitische generatie voor wie de mondiale post-Sovjet-context belangrijker is dan autochtone bespiegelingen.

## Aspan Galerie
Voor de Aspan Galerie in Almaty, Kazachstan heeft Maskalev in de maanden van december 2020 en januari 2021, in samenwerking met Ugay namens Bronepoezd, een nieuwe video tentoongesteld. De galerie was een groepsshow van onder meer Centraal-Aziatische hedendaagse kunstenaars. In de video die Maskalev en Ugay samen hebben gemaakt vroegen zij willekeurige omstanders wat de sociale missie van een kunstenaar is en wat het betekent een kunstenaar te zijn. In het tweede deel van de video hebben Maskalev en Ugay getracht de antwoorden van de omstanders in een antwoord te verwerken. 

## Identiteit en universaliteit
In 2005 heeft Roman Maskalev met Maxim Boronilov in de tentoonstelling van de Biënnale van Venetië, ‘The Experience of Art’ and ‘Always a Little Further’ geparticipeerd. Roman Maskalev openbaarde zijn standpunt over identiteit en universaliteit tijdens deze tentoonstelling. ''Voor Roman Maskalev en Maxim Boronilov zijn identiteit en universaliteit geen contrapunten. Volgens Maskalev en Boronilov versmelten ze in existentiële en filosofische ervaring van route en weg.''

## Tentoonstellingen (selectie)
- 2005: Istanbul, Istanboel Biënnale, Istanbul, Turkije
- 2006-2007: Alexander Ugay, van Abbemuseum, Eindhoven, Nederland
- 2007: Think with the Senses – Feel with the Mind: Art in the Present Tense, Biënnale van Venetië, Venetië, Italië
- 2007: Return of the Memory / New Art from Russia, KUMU Kunst museum van Tallinn, Tallinn, Estland
- 2007: Crack the Sky, Biënnale van Montréal, Montréal, Canada
- 2007-2008: Live Cinema, Philadelphia Museum of Art, Philadelphia, Verenigde Staten
- 2009: Monument to Transformation, Stadsgalerij, Praag, Tsjechië
- 2012: Truth is Concrete, Steirischer Herbst, Graz, Oostenrijk

### Film/video (selectie)
- 2002: Cosmic Uncertainty, in samenwerking met Bronepoezd[10]
- 2004: Mourning, in samenwerking met Bronepoezd[11]